# Lago Iruka
O Lago Iruka é um reservatório localizado próximo do parque temático Meiji Mura em Inuyama, na província japonesa de Aichi, sendo-lhe atribuído o estatuto de segundo maior reservatório do Japão.
Em 1868 a barragem que forma o reservatório colapsou depois de chuvas fortes, causando uma inundação na qual 941 pessoas perderam a vida.